# Eutypella padina
Eutypella padina är en svampart som tillhör divisionen sporsäcksvampar, och som först beskrevs av Theodor Rudolph Joseph Nitschke, och fick sitt nu gällande namn av John Axel Nannfeldt. Eutypella padina ingår i släktet Eutypella, och familjen Diatrypaceae. Arten är reproducerande i Sverige.